# 3 رجب
- السبت
- الأحد
- الاثنين
- الثلاثاء
- الأربعاء
- الخميس
- الجمعة

- 2728 ديسمبر 2024
- 2829 ديسمبر 2024
- 2930 ديسمبر 2024
- 3031 ديسمبر 2024
- 11 يناير 2025
- 22 يناير 2025
- 33 يناير 2025
- 44 يناير 2025
- 55 يناير 2025
- 66 يناير 2025
- 77 يناير 2025
- 88 يناير 2025
- 99 يناير 2025
- 1010 يناير 2025
- 1111 يناير 2025
- 1212 يناير 2025
- 1313 يناير 2025
- 1414 يناير 2025
- 1515 يناير 2025
- 1616 يناير 2025
- 1717 يناير 2025
- 1818 يناير 2025
- 1919 يناير 2025
- 2020 يناير 2025
- 2121 يناير 2025
- 2222 يناير 2025
- 2323 يناير 2025
- 2424 يناير 2025
- 2525 يناير 2025
- 2626 يناير 2025
- 2727 يناير 2025
- 2828 يناير 2025
- 2929 يناير 2025
- 3030 يناير 2025
- 131 يناير 2025

3 رجب أو 3 رجب الفرد أو 3 رجب المُرجَّب أو يوم 3 \ 7 (اليوم الثالث من الشهر السابع) هو اليوم الثمانون بعد المائة (180) من أيَّام السنة (أو الحادي والثمانون بعد المائة لو كان شهر جمادى الآخرة مُتممًا لليوم الثلاثين أو الثاني والثمانون بعد المائة لو أتم كلاً من صفر وربيع الآخر وجمادى الآخرة ثلاثين يوماً) وفق التقويم الهجري القمري (العربي). يبقى بعده 174 أو 175 يومًا لانتهاء السنة.

## أحداث
- 254 هـ - اغتيال الإمام علي بن محمد الهادي بالسم في سامراء.
- 490 هـ - سقوط مدينة نيقية عاصمة الدولة السلجوقية في أيدي الصليبيين في حملتهم الصليبية الأولى، وهي الحملة التي أسفرت عن قيام 4 إمارات صليبية، هي: إمارة الرُّها، وأنطاكية، وطرابلس، ومملكة بيت المقدس.
- 1089 هـ - الجيش العثماني يستولي على قلعة «جهرين» في أوكرانيا بعد حصار دام 32 يومًا، قتل خلاله 20 ألف جندي روسي وأوكراني.
- 1339 هـ - اعتماد نشيد الاستقلال من قبل البرلمان التركي.
- 1343 هـ - الأمير عبد الكريم الخطابي يأسر منافسه في الريف أحمد الريسوني.
- 1356 هـ - سوريا تستضيف مؤتمر عربي لمناقشة قضية فلسطين في ظل تزايد الهجرة اليهودية إليها برعاية المملكة المتحدة التي كانت حصلت على حق الانتداب على فلسطين.
- 1379 هـ - رئيس الوزراء العراق عبد الكريم قاسم يسمح بعودة الأحزاب السياسية ماعدا الحزب الشيوعي.
- 1382 هـ - تأسيس شركة النفط الوطنية السعودية «بترومين» بموجب مرسوم ملكي.
- 1430 هـ - مجلس النواب اللبناني ينتخب نبيه بري رئيسًا له للمرة الخامسة على التوالي بأكثرية 90 صوت، وينتخب فريد مكاري نائبًا له بأكثرية 74 صوت.
- 1431 هـ - مجلس النواب العراقي يعقد جلسة بروتوكلية هي الأولى منذ انتخابه في 7 مارس، وقد استمرت الجلسة عشر دقائق أدى خلالها النواب اليمين ورفعت بعدها لتبقى مفتوحة إلى حين اتفاق الكتل الفائزة على من يتولى رئاسة الجمهورية ورئاسة الوزراء ورئاسة مجلس النواب.
- 1433 هـ - بدء عملية التصويت في انتخابات الرئاسة المصرية، وهي الانتخابات الأولى بعد ثورة 25 يناير وسقوط نظام محمد حسني مبارك.
- 1436 هـ - الحكم بالسجن عشرين عاماً على الرئيس المصري السابق محمد مرسي في قضية أحداث قصر الاتحادية.

## مواليد
- 1277 هـ - محمد السادس، آخر سلاطين العثمانيين
- 1318 هـ - إبراهيم عبود، رئيس السودان الأسبق.
- 1321 هـ - أبو الأعلى المودودي، مؤسس الجماعة الإسلامية بباكستان.
- 1340 هـ - إسحاق رابين، رئيس وزراء إسرائيل حاصل على جائزة نوبل للسلام.
- 1343 هـ - هدى شمس الدين، ممثلة مصرية.
- 1344 هـ - أبراهام السرفاتي، سياسي مغربي.
- 1359 هـ - فؤاد خليل، ممثل مصري.
- 1383 هـ - حبيب غلوم، ممثل ومخرج إماراتي.
- 1393 هـ - فهد الغشيان، لاعب كرة قدم سعودي.
- 1396 هـ - محمد بحاري، ملاكم جزائري.
- 1401 هـ - إسماعيل بن عبد الله، أمير علوي من الأسرة المالكة في المغرب.

## وفيات
- 254 هـ - علي بن محمد الهادي، عالم مسلم وعاشر أئمة الشيعة الأثني عشرية.
- 1288 هـ - محمود قابادو، عالم مسلم وشاعر تونسي وأحد كبار علماء الزيتونة.
- 1357 هـ - خضر القزويني، شاعر وخطيب ديني عراقي.
- 1374 هـ - عزيز عثمان، ممثل مصري.
- 1381 هـ - كاظم السوداني، شاعر عراقي.
- 1393 هـ - مرتضى الوهاب، شاعر عراقي.
- 1426 هـ - أحمد ديدات، داعية ومصلح ومناظر مسلم جنوب أفريقي هندي.
- 1432 هـ -
  - ديمي منت آبا، مغنية موريتانية.
  - سعاد محمد، مطربة لبنانية.
- 1436 هـ - عبد الرحمن الأبنودي، شاعر مصري يعدّ من أشهر شعراء العامية في مصر وملقب بالخال.
- 1443 هـ -
  - جلال الشرقاوي، مخرج وممثل مصري.
  - هلال العامري، شاعر عُماني.

## وصلات خارجية
- موقع قصة الإسلام: حدث في شهر رجب.